# (9515) Дабнер
(9515) Дабнер (лат. Dubner) — небольшой астероид главного пояса, который был открыт 5 сентября 1975 года аргентинским астрономом Mario Cesco в астрономическом комплексе Эль-Леонсито и назван в честь Глории Дабнер, исследователя аргентинского Института радиоастрономии и аргентинского Института астрономии и физики.

Орбита астероида Дабнер и его положение в Солнечной системе